# Чемпіонат Філіппін з футболу
Футбольна ліга Філіппін (англ. Philippines Football League) — професіональний чемпіонат футбольних клубів Філіппін, що проводиться з 2017 року.

## Історія
До початку 2010-х років у Філіппінах не було єдиної загальнодержавної футбольної ліги. Об'єднана футбольна ліга (UFL), в якій брали участь лише клуби Манільської агломерації, була фактично найвищим футбольним дивізіоном у Філіппінах. Однак місцева футбольна федерація висловила необхідність створення національної футбольної ліги на загальнодержавній основі, яка б відповідала стандартам, встановленим ФІФА та АФК.
З метою створення по-справжньому загальнонаціональної професіональної футбольної ліги на Філіппінах, федерація 2 грудня 2013 року створила Спеціальну групу Національної ліги, якій було доручено провести маркетингові дослідження, щоб визначити можливі міста чи регіони, де можуть бути засновані футбольні клуби, а також допомогти клубам Філіппін дотримуватися правил ліцензування клубів АФК. Федерація спочатку поставила собі за мету створити національну лігу через два-три роки з моменту створення цільової групи.
У 2015 році було визначено 13 ключових населених пунктів по всій країні для клубів — учасників чемпіонату. Серед факторів, що розглядаються, були наявна інфраструктура, доступність, фінансова спроможність фанатів, наявність спонсорів та вболівальницька оцінка спорту. Назвою нового турніру стала «Філіппінська футбольна ліга», яка була найбільш вподобаною в опитуванні, яке охоплювало інтерв'ю 5000 людей по всій країні. Інші варіанти включали P-League, Maharlika League, Liga Pilipina, and Philippine Premier League..
Філіппінська футбольна ліга була офіційно оголошена 7 вересня 2016 року, замінивши UFL у статусі вищого дивізіону країни. В дебютному сезоні 2017 року брали участь вісім клубів, які грали два етапи: регулярний сезон та "фінальна серія". На першому етапі усі команди зіграли у двоколовий турнір вдома і на виїзді, після чого чотири найкращі команди вийшли до раунду плей-оф, що отримав назву "Фінальної серії" для визначення чемпіона. Першим чемпіоном став «Серес-Негрос».
У другому сезоні Фінальна серія була скасована завдяки впровадженню Кубку Пауліно Алькантари. Кількість клубів у лізі скоротилося до шести після відходу «Ілокос Юнайтед» та «Мералько Маніли», тим не менш «Серес-Негрос» знову став чемпіоном.
У 2019 році була спроба реформувати чемпіонат, який мав серйозні фінансові проблеми, створивши філіппінську Прем'єр-лігу, втім ця ідея провалилась і турнір було скасовано лише після одного зіграного туру, натомість у кінці травня стартував третій розіграш Філіппінської футбольної ліги, де зіграло 7 команд, а переможцем втретє поспіль став «Серес-Негрос».

## Список чемпіонів
| Сезон | Чемпіон        |
| ----- | -------------- |
| 2017  | «Серес-Негрос» |
| 2018  | «Серес-Негрос» |
| 2019  | «Серес-Негрос» |